# Suore missionarie dell'Assunzione
Le Suore Missionarie dell'Assunzione (in inglese Missionary Sisters of the Assumption; sigla M.S.A.) sono un istituto religioso femminile di diritto pontificio.

## Storia
La congregazione fu fondata nel 1852 a Grahamstown, in Sudafrica, da Amelia de Henningsen (in religione, madre Gertrude).
Aidan Devereux, vicario apostolico del Capo di Buona Speranza, aveva chiesto alle religiose dell'Assunzione di Parigi di inviare suore per curare l'istruzione i figli dei coloni: dall'Europa giunse un gruppo di suore, tra cui madre Hennings, che il 12 gennaio 1850 aprirono a Grahamstown.
A causa dello scoppio di una guerra, le suore iniziarono a dedicarsi all'assistenza ai feriti e alla cura degli orfani, ma queste nuove attività fecero sorgere incomprensioni tra le religiose della comunità di Grahamstown e la casa-madre: Amelia de Henningsen decise, quindi, di lasciare la congregazione e dare inizio, nel 1852, a un nuovo istituto sotto la giurisdizione del vescovo Devereux.
Nel 1886 le suore, che fino ad allora si erano occupate solo dei coloni europei, assunsero la direzione di una scuola aperta anche ad africani e neri. In seguito, estesero il loro apostolato al lavoro missionario e all'assistenza ai malati.
Per reclutare nuove missionarie, nel 1932 fu aperta una casa a Ballynahinch, in Irlanda, alla quale fu unito poi un noviziato.
L'istituto ricevette il pontificio decreto di lode il 2 luglio 1937 e le sue costituzioni furono approvate definitivamente il 28 aprile 1947.

## Attività e diffusione
Le suore si dedicano all'educazione della gioventù, alla cura dei malati e ad altre opere di carità in terra di missione.
La sede generalizia è a Johannesburg.
Alla fine del 2015 l'istituto contava 44 religiose in 6 case.